# 特韦弗尔泉
特韦弗尔泉（南非语：Twyfelfontein，意为多变的泉水），官方名称为ǀUi-ǁAis（达马拉兰语，意为跳跃的水潭），又译作特韦弗尔方丹，是纳米比亚西北部库内内区的一处岩画景观。当地源于砂岩质平顶山坡面的山谷两侧有泉水流经，降雨量少且昼夜温差大。
本地最早由狩猎采集者在6,000多年前开始居住，随后有科伊科伊农牧户到来。2007年联合国教科文组织将当地岩画列入世界遗产名录。

## 世界遗产
2007年，联合国教科文组织将岩画列入世界遗产名录，登录面积57.4269 ha，缓冲区面积9194.4828 ha。
该世界遗产被认为满足世界遺產登錄基準中的以下基準而予以登錄：
- （iii）呈现有关现存或者已经消失的文化传统、文明的独特或稀有之证据。
- （v）代表某一个或数个文化的人类传统聚落或土地使用，提供出色的典范－特别是因为难以抗拒的历史潮流而处于消灭危机的场合。